# Los Angeles Galaxy 1998
Questa voce raccoglie le informazioni riguardanti il Los Angeles Galaxy nelle competizioni ufficiali della stagione 1998.

## Stagione
Nella terza stagione di attività sportiva, i Galaxy si piazzano al primo posto nella fase regolare del torneo, conquistando il primo trofeo della storia, il Supporters' Shiled. Approdata alla fase finale come una tra le favorite per la vittoria finale, viene battuta dal Chicago Fire in finale di conference.

## Organico
Di seguito la rosa aggiornata al 26 marzo 1998.

### Rosa 1998
| N. |                        | Ruolo | Calciatore              |
| -- | ---------------------- | ----- | ----------------------- |
| 2  | Stati Uniti (bandiera) | D     | Danny Pena              |
| 3  | Stati Uniti (bandiera) | D     | Mark Semioli            |
| 4  | Stati Uniti (bandiera) | D     | Robin Fraser (capitano) |
| 5  | Guatemala (bandiera)   | C     | Martín Machón           |
| 6  | Stati Uniti (bandiera) | D     | Dan Calichman           |
| 7  | Messico (bandiera)     | A     | Carlos Hermosillo       |
| 8  | Stati Uniti (bandiera) | A     | Jose Botello            |
| 10 | El Salvador (bandiera) | C     | Mauricio Cienfuegos     |
| 11 | Stati Uniti (bandiera) | A     | Harut Karapetyan        |
| 13 | Stati Uniti (bandiera) | A     | Cobi Jones              |
| 14 | Stati Uniti (bandiera) | C     | Chris Armas             |
| 18 | Stati Uniti (bandiera) | D     | Greg Vanney             |
| 19 | Stati Uniti (bandiera) | A     | David Quesada           |

| N. |                                      | Ruolo | Calciatore       |
| -- | ------------------------------------ | ----- | ---------------- |
| 20 | Stati Uniti (bandiera)               | D     | Paul Caligiuri   |
| 29 | Ecuador (bandiera)                   | A     | Eduardo Hurtado  |
|    | Stati Uniti (bandiera)               | C     | Clint Mathis     |
|    | Stati Uniti (bandiera)               | P     | Matt Reis        |
|    | Messico (bandiera)                   | D     | Jose Vasquez     |
|    | Stati Uniti (bandiera)               | D     | Steve Jolley     |
|    | Stati Uniti (bandiera)               | C     | Joe Franchino    |
|    | Stati Uniti (bandiera)               | C     | Lawrence Lozzano |
|    | Brasile (bandiera)                   | A     | Wélton           |
|    | Stati Uniti (bandiera)               | A     | Guillermo Jara   |
|    | Stati Uniti (bandiera)               | P     | Kevin Hartman    |
|    | Saint Vincent e Grenadine (bandiera) | D     | Ezra Hendrickson |
|    | Stati Uniti (bandiera)               | C     | Daniel Hernández |